# Bullerskär
Bullerskär este o arie protejată (arie specială de conservare — SAC, sit de importanță comunitară — SCI) din Suedia întinsă pe o suprafață de 7,7 ha, integral pe uscat.

## Localizare
Centrul sitului Bullerskär este situat la coordonatele 59°39′54″N 19°02′33″E / 59.6649°N 19.0426°E.

## Înființare
Situl Bullerskär a fost declarat sit de importanță comunitară în decembrie 1995 pentru a proteja un număr necunoscut de specii din flora spontană și fauna sălbatică aflate în arealul zonei. Situl a fost protejat și ca arie specială de conservare în martie 2011.

## Biodiversitate
Situată în ecoregiunile boreală și marină baltică, aria protejată conține 1 habitat natural: Taiga vestică.
La baza desemnării sitului se află un număr nedeclarat de specii protejate.